# Aérodrome d'Égletons
L’aérodrome d’Égletons (code OACI : LFDE) est un aérodrome ouvert à la circulation aérienne publique (CAP), situé à 2 km au nord-est d’Égletons dans la Corrèze (région Nouvelle-Aquitaine, France).
Il est utilisé pour la pratique d’activités de loisirs et de tourisme (aviation légère et aéromodélisme).

## Installations
L’aérodrome dispose de deux pistes orientées est-ouest (07/25) :
- une piste bitumée longue de 815 m et large de 20 ;
- une piste en herbe longue de 620 m et large de 50, accolée à la première et réservée aux aéronefs basés.

L’aérodrome n’est pas contrôlé. Les communications s’effectuent en auto-information sur la fréquence de 123,500 MHz.

## Activités
- Aéroclub Égletonnais
- Section Aérienne Gendarmerie d'Égletons